# 1997年の出版
1997年の出版（1997年のしゅつぱん）では、1997年出版に関する出来事についてまとめる。

## 出版関係の出来事
出版社の設立・倒産、雑誌の創刊・休刊・ミリオンセラーの出版の記載した場合を除き、雑誌の創刊・休刊・廃刊・復刊の日付はそれぞれの創刊・休刊号・最終号・復刊号の発売日である。

### 1月
- 1日-東映が企画して発行元が黒崎出版が発行した。雑誌『テレビランド』を休刊。
- 22日-徳間書店の少年漫画雑誌『月刊少年キャプテン』を休刊。

### 3月
- アクセラのテレビ情報誌兼ゲーム雑誌『週刊TV Gamer』を創刊。
- 学習研究社の教育雑誌『高校コースシリーズ』を休刊。
- 学習研究社の科学雑誌『UTAN』を休刊。

### 4月
- 1日-光文社の漫画雑誌『少年王』を休刊。

### 8月
- 25日-バス研究社のバス情報誌『バスメディア』を実質的に最終号を発行。[1]

### 12月
- 講談社の漫画雑誌『るんるん』が12月発行の1月号で休刊。